# 미국의 식민지 시대
미국의 식민지 시대(Colonial history of the United States)는 유럽인의 식민지에서 시작, 유럽에서의 독립할 때까지의 역사이며, 특히 1776년 독립을 선언한 13개 식민지의 역사이다.
1492년 8월 3일, 이사벨 1세의 지원을 받아 인도로 가는 항로를 찾기 위해 항해를 떠났던 크리스토퍼 콜럼버스는 같은 해 10월 12일 현재의 북아메리카를 발견하게 된다. 그 후 백년이 지난 16세기 후반, 영국, 프랑스, 네덜란드등의 다른 유럽 국가들은 각각 이 땅을 식민지화하기 위한 시도를 본격적으로 시작한다. 그중 영국인들의 첫 번째 식민지화 시도는 유명한 잃어버린 식민지(Lost Colony of Roanoke)로, 지금의 로어노크 지방에 정착을 하고자 했으나, 실패로 끝나고 만다. 그러나 이어지는 시도로, 1607년, 영국은 지금의 미국 땅을 식민지화하는 데 결국 성공한다. 이 최초의 정착민들은 유럽 각국에서 온 다양한 사람들로, 대부분 사회적, 종교적인 자유를 바라며 미국에 뿌리를 내린 자들이다. 결론적으로, 영국은 제임스타운 식민지에, 네덜란드는 뉴 네덜란드 ― 지금의 뉴욕 시에, 영국의 퀘이커 교도들은 펜실베이니아에, 청교도들은 뉴 잉글랜드지방에, 그리고 미국으로 오는 대신 자유를 얻은 영국의 범죄자들은 조지아에 각각 정착하게 된다. 이들은 각각 그룹의 특색을 띠는 방법으로 경제적, 정치적, 종교적 구조를 형성하게 되며, 이것이 각각 현대 미국 주들의 시초이다.
한편, 프랑스는 지금의 캐나다, 퀘벡 지방에 식민지화를 시도하고 스페인은 현재의 플로리다반도 지방에 정착을 시도하게 된다.

## 배경
15세기에서 16세기까지 걸쳐서 유럽은 중세 시대에서 벗어나 르네상스로 돌입했다. 이 시기의 르네상스는 해양 기술의 발달과 함께 과학혁명의 토대를 만들기 시작하자, 많은 유럽의 지식층들이 지리학에 관심을 가지기 시작했다. 새로 개발된 나침반과 나아진 해양 기술, 또 세계에 대한 호기심이 맞물려 유럽 국가들이 전 세계를 항해, 조사하고 여러 국가의 식민지화에 앞다투어 뛰어 들었다.
스페인과 포르투갈은 레콘키스타의 수세기에 걸친 정복과 식민지 경험이 있었고, 새로운 항해가 가능한 선박의 조선 기술과 결합되어 신세계를 식민지화하는 도구와 능력과 소망을 갖췄다. 영국, 프랑스와 네덜란드도 서인도 제도와 북아메리카 대륙 모두에서 식민지를 시작했다. 이들 국가는 항해가 가능한 선박의 조선 기술을 가지고 있었지만, 스페인처럼 식민지를 개척해본 강력한 역사는 가지고 있지 않았다. 그러나 잉글랜드 튜더 왕조는 초기 자본주의(중상주의)를 통해 아메리카 식민지 정부의 통제를 별로 필요로 하지 않는 상업 기반 투자의 성격을 가지고 있었다.

### 종교적 박해
왕실의 당국과 영국 성공회에 의한 종교 박해에 대한 예상은 상당한 식민지 개척 노력을 촉진시켰다. 찰스 1세에 의한 종교 박해를 피해 도피를 하려던 사람들은 뉴잉글랜드와 로마 가톨릭의 도피처로 만들어진 메릴랜드 식민지의 대부분에 정착할 책임감을 느꼈다.

## 초기 식민지
노바스코샤(뉴스코틀랜드라는 의미)는 1629년에 정착을 시도했지만, 1631년에 프랑스 때문에 포기할 수 밖에 없었다.
스페인은 현재 미국의 영역에 여러 식민지를 건설했다. 그러나 이들 중 일부는 실패했다. 1526년, 루카스 바스케스 데 아이런이 현재 조지아 또는 사우스캐롤라이나 땅에 산미겔 데 과달루페 식민지를 건설했다. 이 식민지는 단기간 존재했으며, 이내 무너졌다. 이 식민지는 현재 미국 영토에서 아프리카인 노예의 노동력을 사용한 최초의 예로도 유명하다. 1528년에 스페인 정복자 , 판필로 데 나르바에스가 플로리다에 식민지 건설을 시도했다. 나르바에스 원정대는 불과 4명이 살아남아 1536년에 멕시코에 도착하는 대참사로 끝을 맺었다. 1559년 서부 플로리다에 스페인이 건설한 펜서콜라 식민지는 1561년 허리케인으로 파괴되었다. 노스캐롤라이나 내륙에 1567년 건설한 산후안 요새는 18개월 만에 그 땅의 인디언들에게 파괴되었다. 1570년에 설립되어 이듬해에는 실패했던 아하칸 미션은 이후 잉글랜드의 제임스타운 식민지에 매우 가까운 곳이며, 그곳은 이후 버지니아로 불리게되었다.
프랑스도 여러 식민지를 건설했지만, 기후, 질병 또는 유럽 열강과의 분쟁으로 실패했다. 1562년에 프랑스 군 소부대가 사우스캐롤라이나의 패리스 섬에 남아 샤를 폴을 만들었지만, 프랑스에서 보급이 없었기 때문에 일년 후에는 포기할 수 밖에 없었다. 1564년 현재 플로리다주 잭슨빌에 캐롤라인 요새를 건설했지만, 1년 후에 산 아구스틴에서 온 스페인 인들에 의해 파괴되었다. 1604년 현재 메인주 세인트크로 섬 에 짧게 프랑스 식민지가 건설되었지만, 질병(아마 괴혈병)으로 고생했기 때문에 무너지고 말았다.
가장 유명한 잉글랜드의 실패는 노스캐롤라이나에 있었던 잃어버린 식민지 로어노크(1587–90)와 메인주에 있었던 팝햄 식민지(1607–8)이다. 버지니아 대어는 로어노크 식민지에서 태어난 최초의 잉글랜드 아이였지만, 그녀의 운명은 알려져 있지 않다.

## 스페인 식민지

### 플로리다
스페인 제국은 플로리다에 많은 소규모 개척지를 건설했다. 가장 중요한 것은 1565년에 설립된 산 아구스틴(현재 세인트 어거스틴)였지만, 몇번이나 공격을 받고 불탔다. 작은 거점은 물론, 산 아구스틴조차 해적의 공격은 허용하지 않을 수 있었다. 1702년과 1704년에 실시된 사우스캐롤라이나 대규모 원정대에 의해 실질적으로 스페인 선교단 시설이 파괴되었다. 산 아구스틴은 살아 났지만, 신시 족 등 영국인과 동맹한 인디언이 플로리다에서 노예 사냥을 하며, 이 지역에 있던 인디언의 대부분을 죽이거나 노예로 잡았다. 1700년대 중반, 조지아에서 침입한 세미놀 족 인디언이 남아 있던 내륙 인디언 대부분을 죽였다. 영국이 이 지역을 지배한 1763년에는 스페인 사람 약 3,000명이 살고 있었지만, 대다수 모두가 서서히 퇴각했다. 1783년에 스페인의 지배로 돌아갔지만, 스페인은 새로운 개척자와 선교사를 플로리다에 보내지 않았다. 미국은 1819년에 스페인으로부터 플로리다를 할양을 받게 된다.

### 뉴멕시코 (1598-1821)
16세기에 걸쳐 스페인은 멕시코에서 현재 미국 남서부를 탐사했다. 그 중에서도 가장 유명한 탐험가 프란시스코 바스케스 데 코로나도이며 원정대는 현재 뉴멕시코, 애리조나, 콜로라도 남부, 오클라호마의 팬핸들 지역 및 캔자스 전체를 여행했다. 그러나 코로나도는 새로운 개척지를 건설했다. 최초의 식민지는 1598년에 후안 데 오냐테는 현재 뉴멕시코 에스빠노라에 가까운 산 후안 데 로스 카바레로스에 만들어진 것이며, 1609년경 산타페가 이어졌다. 두 번째 식민지는 푸에블로 반란 후 1692년, 디에고 데 바가스에 의한 것이었다. 뉴 멕시코 왕국 내는 여러 외국(텍사스 공화국, 프랑스, 미국)의 영유권 주장이 있었지만, 스페인(223년)과 멕시코(25년)에 의한 지배가 계속되었다. 미국 멕시코 전쟁이 발발한 1846년 미국 스티븐 와츠 커니가 지휘하는 서부군이 이곳을 제압했다. 그 당시 스페인 이후 멕시코 땅 소유를 인정받은 식민지 사람의 많은 직계 후손이 오늘날에도 이 지역에 살고 있다.

### 캘리포니아 (1769-1821)
16세기 초부터 18세기 중반까지 스페인 탐험가가 캘리포니아 해안을 항해했지만, 당시는 개척지가 건설되지 않았다.
스페인은 1769년부터 선교사와 군대를 보내기 시작, 캘리포니아의 남부 및 중부 해안을 따라 일련의 가톨릭 전도소를 건설하고 이에 요새, 도시 및 목장이 같이 만들어졌다. 프란체스코 회 선교사 후니페로 세라 전도사가 1769년 샌디에고 드 알 칼라에서 처음으로 전도소를 건설했다. 캘리포니아의 미션 군은 21 개소의 거점으로 구성되며, 인디언에게 기독교를 전파 하는 것 외에 그 지역에 대한 스페인의 영유권을 보장하는 이점이 있었다. 이 미션은 유럽 기술, 축산과 농작물을 전해주면서 지역 원주민을 노동자로 사용하고 있었다.
미션은 샌디에이고에서 샌프란시스코 만 바로 북쪽에 있는 소노마 해안을 따라 각각 말을 달려 약 하루 거리에 배치되어 스페인 법률의 하에 ‘프리시도’(presidios, 요새)와 ‘푸에블로’(pueblos, 마을)이 보충되었다. 모두가 해안선 근처에 배치 되었기 때문에, 미션, 프리시도와 푸에블로 사이의 하나의 길은 "엘 카미노 레알"(El Camino Real, 왕도)이라고 불리며, 이것이 오늘날의 캘리포니아 최초의 고속도로가 되었다.
1820년까지 스페인의 영향력은 샌디에고에서 소노마까지 전도소 및 내륙에는 약 25~50 마일(40 내지 80 km)까지 이르렀다. 이 지역 이상으로는 약 20만명에서 25만명의 인디언이 옛날부터 생활 양식을 계속하고 있었다. 스페인 정부(1821년 멕시코가 독립한 후에는 멕시코 정부)가 대규모 토지 인허가를 인정하였고, 정착을 장려하여 그것이 소와 양의 목장으로 바뀌었다. 1840년대에는 비스페인계 주민 인구는 약 1만명이었다. "엘 카미노 레알"은 미션은 후 목가 평화로운 과거를 떠올리게 하는 상징이 되었다. 선교소의 복고풍 데코 건축 양식은 캘리포니아 과거의 이상화된 관점에서 구상된 건축 운동이었다.

## 뉴네덜란드

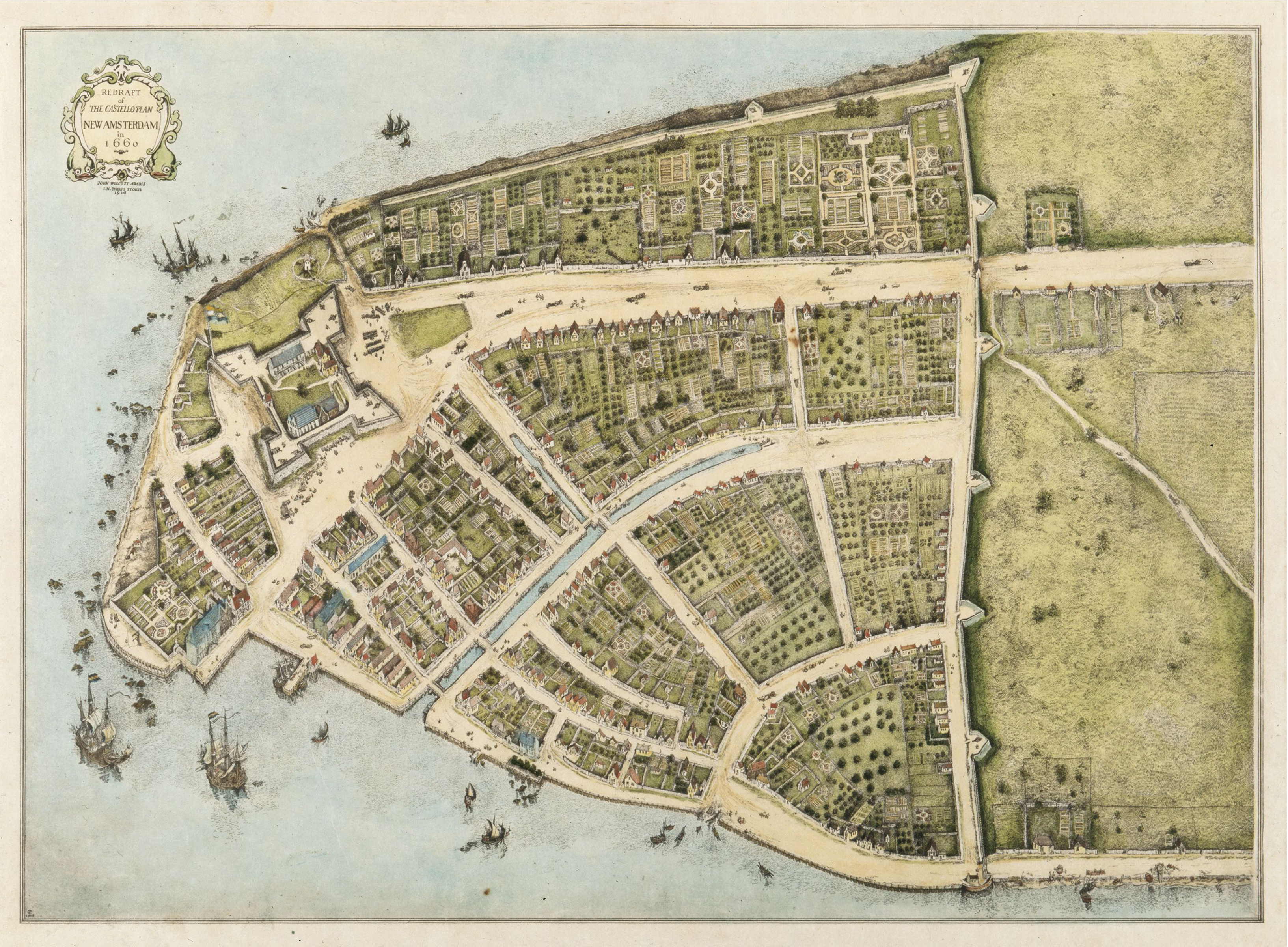
뉴암스테르담의 지도, 1660년

뉴네델란드는 네덜란드 공화국의 17세기 식민지이며, 후에 뉴욕주가 되었다. 전성기 인구는 1만명 미만이었다. 네덜란드는 약간의 강력한 토지 소유자에게 봉건제와 같은 권리를 주는 후원자 제도를 만들어 냈다. 그들은 종교적 관용과 자유 무역 제도도 만들었다. 1625년에 건설된 식민지의 수도인 뉴암스테르담은 맨해튼 섬의 남단에 위치한 후 세계적인 도시로 성장하여 나가게 되었다. 이 마을을 영국이 1664년에 점령을 했고, 1674년에는 식민지 전체를 지배하에 두었다. 그러나 네덜란드인 토지 소유자는 그대로 잔류하여, 허드슨강 유역은 1820년대까지 네덜란드인의 전통적인 성격을 남기고 있었다.

## 뉴스웨덴

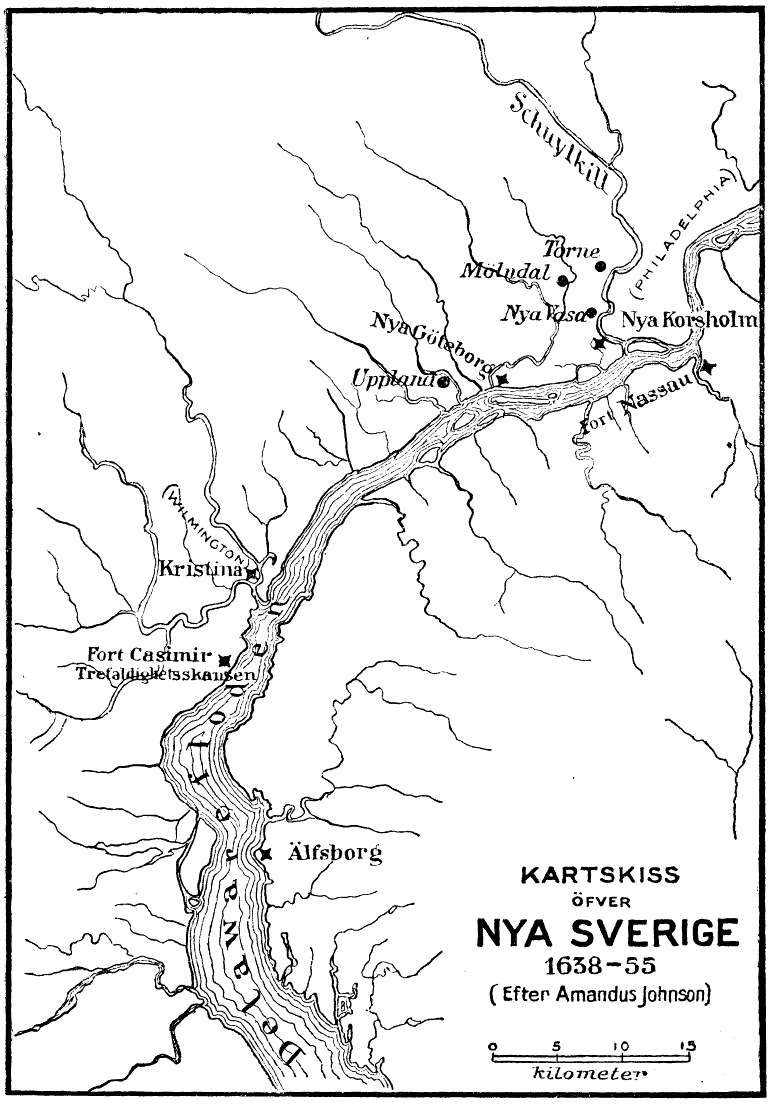
아만다스 요한슨의 뉴스웨덴 지도

뉴스웨덴은 1638년부터 1655년까지 델라웨어강 유역의 스웨덴 식민지였다. 현재 델라웨어 윌밍턴에 있던 크리스티나 요새를 중심으로 현재 델라웨어, 뉴저지와 펜실베니아의 일부를 포함했다. 피터 미누잇이 새롭게 만들어진 뉴스웨덴 식민지의 초대 주지사가 되었다. 네덜란드 총독 페터 스토이베산트가 1655년 여름 늦게 군대를 움직여 델라웨어 강을 향해 진격했고, 곧 트리니티 요새, 크리스티나 요새를 점령했다. 뉴스웨덴은 1655년 9월에 네덜란드령 뉴네델란드에 통합되었다. 정착민 자체는 그 후에도 어느 정도의 지방 자치를 계속하였고, 1664년 10월에 영국이 뉴네델란드 식민지를 정복할 때까지, 이어 1682년에 이 지역이 윌리엄 펜에 의해 펜실베니아 식민지에 포함될 때까지 비공식적으로 계속되었다.

## 누벨프랑스
누벨 프랑스는 1534년에 자크 카르티에가 세인트로렌스강을 탐사하여 프랑스가 식민지로 개척한 지역이었다. 1712년이 가장 절정기를 이뤘으며, 노바스코샤에서 슈피리어호까지, 허드슨만에서 미시시피강까지, 심지어 멕시코만까지 성장했다. 그 영토는 이후 5개의 식민지로 분할되었고 각 정부가 수립되었다. 즉 캐나다, 아카디아, 허드슨만, 뉴펀들랜드와 루이지애나였다. 프랑스에서 약 16,000명이 와서 세인트로렌스강과 아카디아 마을에 모였다. 다른 곳에는 거의 개척자가 없었다. 영국은 1763년까지 전쟁의 대가로 미시시피 강 동쪽에서 거의 모든 영토를 빼앗았다. 뉴올리언스 주변 지역과 미시시피 강 지역은 스페인에 전달되어 1803년에는 프랑스로 반환되었지만, 루이지애나 인수의 결과로 미국에 판매되었다.

## 러시아 식민지
러시아와 알래스카 사이의 제도와 베링 해협의 해안은 알류트 족, 유피크 족, 축치 족이 살고 있었다. 러시아 차르는 그 제국 동부의 탐사를 결단했다 (아시아와 미국 사이에 교차하는지 여부를 판별하고 생각했다). 1730년대와 1740년대 초에 제2차 캄차카 원정대가 파견되었다. 최초의 러시아의 식민지인 알래스카는 1784년에 그리고리 셀리코프에 의해 설립되었다.
1799년에 니콜라이 레자노프의 힘으로 러시안 아메리카 회사가 설립되어 해달을 사냥하고, 그 모피를 요구했다. 그 후 러시아 탐험가와 개척자가 알래스카, 알류샨 열도 현재 브리티시컬럼비아주, 워싱턴주, 오리건주까지 교역 기지 건설을 계속했다. 현재 캘리포니아주 소노마 카운티에 있던 로스 요새는 러시아 최남단의 식민지였으나 1841년에 버려졌다.
1867년, 미국이 알래스카를 인수했다. 알래스카에 허먼 등 러시아 선교사가 원주민들과 러시아 정교회를 설립했다. 러시아 정교회와 알래스카 원주민은 지금도 밀접한 관계를 유지하고 있다.

## 영국 식민지

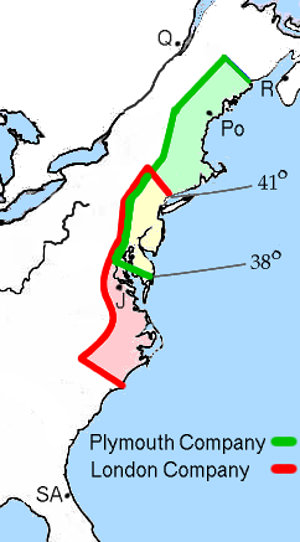
1606년 제임스 1세가 런던회사와 플러머스 회사에 내준 허가지. 노란색 겹치는 부분은 두 회사 모두에게 허가되었다. 겹치는 160km 이내에는 양측 모두 거주지를 세울 수 없다는 주건으로 인가되었다. 제임스타운은 J 구역에 위치

잉글랜드는 몇 가지 이유로 17세기 초에 최초의 식민지를 시작했다. 이 시기에는 스페인의 침략에 두려움을 가진 가운데, 어느 정도의 군사력과 여왕 엘리자베스 1세의 활력에 의해 영국 최초의 국가주의와 국민적 주장이 꽃을 피웠다. 그러나 당시 영국 정부에 의해 식민지를 개척하려는 공식적인 시도는 하지 않았다. 오히려 식민지를 건설하려는 이면에 있는 동기는 뿔뿔이 흩어지고 변화하는 것이었다. 상업적 기업, 과잉 인구와 종교 자유의 희망과 실제적인 이야기가 그 동기의 일부가 되었다.
개척의 큰 파도는 17세기에 찾았다. 1700년 이후 식민지 미국에 가려는 대부분의 이민자들은 계약제로 했다. 1610년대 후반부터 미국 독립 사이에서 영국은 미국 식민지로 추산 5만명의 수감자를 날랐다. 첫 수감자가 도착한 것은 메이플라워 호가 도착하기 직전의 일이었다.

### 버지니아 식민지
25년전부터 영국의 상인과 모험가들이 아메리카 대륙에 식민지를 건설하려고 수차례 시도했었지만 실패만 거듭했었다. :57 신세계에 건설된 최초의 영국 식민지는 1607년 버지니아에 건설된 《제임스타운》이었다. 이 사업은 금 탐사를 하던 지주 회사 런던 버지니아 회사가 자금을 제공하고 정리했다. 개척 첫해는 매우 어려운 상황에 부닥쳤으며, 질병, 굶주림 및 지역 인디언과의 전쟁에서 많은 사망자를 냈고, 금도 발견되지 않았다. 이 식민지는 담배를 환금 작물로 삼아 생존했고 번영했다. 17세기 말까지 버지니아의 수출 경제는 대다수가 담배를 기반으로 했으며, 새로 도착한 부유한 개척자가 광대한 토지를 소유하고 큰 농장을 건설했고, 도제들과 노예를 수입했다. 1676년, 베이컨의 반란이 일어 났지만 영국에서 파견된 관리에 진압되었다. 베이컨의 반란 이후 버지니아의 노동력으로 도제를 대신하여 급속히 흑인 노예가 증가했다.
식민지 의회는 왕실에 임명된 총독과 분권이 되어 있었다. 지방에 가면 정부의 권력이 자기 영속성의 군 정치를 좌지우지하고 있었다. 현직자가 관리의 빈자리를 채웠고, 선거는 없었다. 환금 작물의 생산자였던 체사피크 농장은 영국과의 무역에 크게 의존하고 있었다. 강을 통해 쉽게 항해할 수 있었으므로, 마을과 도시의 수는 적었다. 농장주는 직접 영국으로 출하할 수 있었다. 식민지 초기에는 높은 사망률과 매우 젊은 인구 구성이 특징이었다.

### 뉴잉글랜드 식민지

#### 필그림 파더스
1620년 한무리의 청교도들이 〈메이플라워호〉를 타고 종교의 자유를 찾아서 미국에 도착한다. 최초로 도착한 102명의 영국 필그림 개척민(필그림 파더스)은 두 번째로 큰 이민단이었다. 〈메이플라워호〉를 타고 온 사람들은 매사추세츠에 도착하기 전에 그 배에서 소위 《메이플라워 협약》을 체결하여, 질서와 안녕을 유지하기 위해 스스로 하나의 시민정치체를 만들고 필요한 법률과 공직을 제정하여 이에 복종한다는 것을 서약하였다. 이러한 식민지의회의 설치와 자치체의 형성은 그 뒤에 건설된 다른 식민지에도 도입되었다.

#### 청교도
1629년, 필그림 파더스보다 훨씬 큰 400명의 개척자 집단인 청교도(퓨리턴, Puritan)가 매사추세츠 만 식민지를 건설했다. 그들은 새로운 세계에서 새로운 순수한 교회를 설립하여 영국 국교회를 개혁하려고 했다. 1640년까지 2만 명이 도착했다. 많은 사람들은 도착 후 곧 죽었지만, 다른 사람은 곧 건강한을 되찾고, 기후에 적응하며 풍부한 음식도 공급할 수 있게 되었다.
청교도는 중후한 종교, 사회적으로 긴밀한 관계와 정치적으로 혁신적인 문화를 만들었으며, 이것이 현재 미국에 살고 있다. 그들은 이 새로운 땅이 ‘개혁자의 나라’가 될 수 있을 것이라고 기대했다. 그들은 영국에서 도망쳐 왔으며, 미국에서 ‘성자의 나라’ 즉 ‘언덕 위의 도시’를 만들려고 했다. 엄격한 종교와 완전히 공정한 사회가 유럽 모두에게 규범이 될 것이라고 생각했다. 종교적 관용, 정교 분리를 말한 로저 윌리엄스는 영국 국교회와 완벽하게 결별하여, 매사추세츠 만 식민지에서 추방되어 로드아일랜드 식민지를 건설했다. 그곳에는 앤 허치슨 등 청교도 사회에서 도망쳐 온 다른 이들에게는 천국이 되었다.
경제적으로 청교도의 뉴잉글랜드는 설립자의 기대를 만족시켰다. 체사피크 만 지역의 환금 작물 지향 플랜테이션 경제와는 달리 청교도의 경제는 자급 자족 농업을 전파하여 자신들이 생산할 수 없는 상품만을 수입했다. 뉴잉글랜드에서는 체사피크 만 지역보다 대체로 높은 경제적 기반과 생활 수준이 얻어졌다. 농업, 어업 및 제재업과 함께 중요한 상업과 조선업이 중심이 되었고, 남부 식민지와 유럽 사이의 중계 무역 역할을 했다.

#### 대서양 연안 중부 식민지
대서양 연안 중부 식민지는 현재 뉴욕, 뉴저지, 펜실베이니아와 델라웨어에 해당하는 지역이며, 종교, 정치, 경제와 민족 구성에서 꽤 다양화된 특징이 있었다. 네덜란드는 뉴네델란드 식민지를 영국에 빼앗기고 뉴욕으로 개명되었는데, 꽤 많은 네덜란드 인이 식민지를 떠나지 않고 머물렀다. 많은 독일인과 영국인 이민자들이 이 지역과 코네티컷에 정착했다. 펜실베니아에 온 개척자는 상당 수가 독일인이었다.

#### 로워 사우스
남부 식민지는 체사피크 만 지역의 농장형 식민지(버지니아, 메릴랜드 및 경우에 따라서 델라웨어)와 로우어 사우스(캐롤라이나가 분리된 노스와 사우스 캐롤라이나와 조지아)가 포함되어 있었다.

#### 캐롤라이나
버지니아에서 남쪽으로 잉글랜드가 처음 개척을 시도한 것이 캐롤라이나 식민지였다. 이것은 민간 사업이며, 1663년 캐롤라이나 왕실 칙허를 얻은 영국의 식민지 영주(Lords Proprietors) 8명에 의해 자금이 마련되어 남부의 새로운 식민지도 제임스 타운처럼 이익을 낼 것을 기대하고 있었다. 최초로 정착을 시도한 것은 1670년이 되어서이며, 이때는 남부에 이주하는 것에 아무런 혜택도 없었기 때문에 실패했다. 그러나 영주들이 남아 있던 자본을 긁어 모아 존 웨스트가 이끄는 이 지역에 정착 부대 비용을 냈다. 이 집단은 이후 찰스턴(처음에는 찰스 1세를 따서 찰스 타운으로 불렸다)이 되는 곳에 비옥하고, 방어에 적합한 토지를 찾아냈다. 사우스 캐롤라이나의 초기 개척자들은 카리브해 제도와 음식, 사슴 모피와 인디언 노예는 수익성있는 무역품 나타났다. 그들은 주로 영국의 식민지인 바베이도스에서 소개되고 심지어 아프리카 노예도 데려 왔다. 사탕수수 농장으로 부자 섬이었던 바베이도스, 농장 농업에 많은 흑인을 사용한 초기 영국 식민지 중 하나였다. 서부 아프리카의 벼농사 지대에서 수입한 흑인을 통해 1690년대 미국의 재배가 시작되었다. 이 초기 식민지 시대에 노스캐롤라이나는 여전히 변방의 상태였다.
먼저 사우스 캐롤라이나가 정치적으로 분리되었다. 그 민족 구성은 당초의 개척자, 바베이도스 섬에서 온 노예를 소유했으며, 부유한 영국인 개척자 집단, 프랑스어 개신교인 위그노가 포함되어 있었다. 윌리엄 왕 전쟁과 앤 여왕 전쟁 등 거의 끊임없는 전쟁 상태로 인해 상인과 농장주 사이에 경제와 정치 측면에서 균열을 일으키게 되었다. 야마시 전쟁의 참사 때문에 1715년에는 정치적 동요가 10년간 시작되었다. 1729년까지 영주 정부는 붕괴하고 영주들은 영국 왕실에 식민지를 되팔았다.

#### 조지아

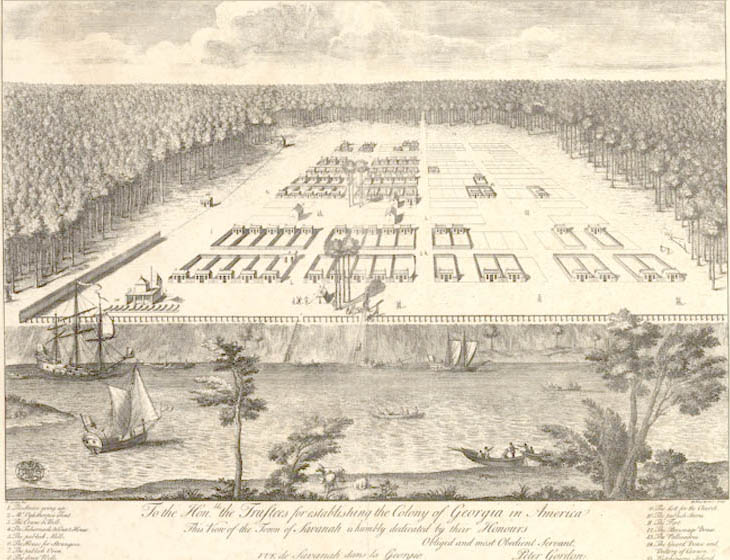
18세기 초기의 조지아 식민지, 서배너

18세기 영국 하원 의원 제임스 오글소프가 두 가지 문제에 대한 일반적인 해결책으로 조지아 식민지를 설립했다. 당시 스페인과 영국은 극도의 긴장 관계에 있었으며, 영국은 스페인령 플로리다에서 영국의 식민지를 침범받게 되는 것을 두려워했다. 오글소프는 양국이 충돌하는 지역에 식민지를 건설하고 영국 표준적 관습에서는 투옥될 부채자들을 모아 정착시키기로 했다. 이 계획은 영국에서 원하지 않는 요소를 제거하며, 플로리다 공격을 위한 기지를 갖추게 했다는 장점이 있었다. 1733년에 최초의 식민지 사람이 도착했다.

#### 동서 플로리다
1763년, 영국은 스페인으로부터 동플로리다와 서플로리다를 할양 받았다. 두 플로리다는 미국 독립 전쟁 동안에도 영국에 충성을 유지했다. 1783년 아바나에 대한 대가로 스페인에 반환되고 영국인 대다수가 거기를 떠났다. 스페인은 당시 플로리다를 무시하고, 1819년에 미국이 이 지역을 구입했을 때는 스페인 사람은 그곳을 떠났다.

## 1776년 영국 통치 체제

### 직할 식민지
뉴햄프셔 식민지, 뉴욕 식민지, 노스캐롤라이나 식민지, 사우스캐롤라 식민지와 조지아 식민지가 영국의 직할 식민지였다. 직할 식민지 정부는 군주의 임명을 받은 관리에게 통치되었다. 주지사와 의회(council), 의원이 임명된 일반적인 집행권을 행사하고 양원제 의회를 소집할 권한이 주어졌으며, 의회가 상원이고 어셈블리(assembly)가 하원이었다. 이 어셈블리에는 식민지의 자유 토지 소유자와 농장주에서 의원을 선택했다. 주지사는 절대 거부권이 있었고, 어셈블리를 휴회하거나 해산할 수 있는 권한이 있었다. 어셈블리는 지역 법률과 조례 모두 만들 수 있었지만, 그들은 잉글랜드의 법과 일치하지 않으면 안되었다.

### 영주령 식민지
펜실베니아 식민지, 델라웨어 식민지, 뉴저지 식민지와 메릴랜드 식민지의 각 식민지가 영주령 식민지였다. 영주령 식민지 정부는 군주에게 한 명 이상의 인물에 대해 특정 영토의 특허를 인정받은 것이며, 그 땅의 영주로서 봉건 또는 왕실에 종속된 일반 통치권을 부여, 군주의 지배에 따르는 것이었다. 영주는 주지사와 상원 의원을 지명하고 그 뜻대로 편성하고 소집할 수 있었다. 행정권은 영주 또는 지사에게 있었다.

### 특허 식민지
매사추세츠 만 식민지, 로드아일랜드 식민지와 코네티컷 식민지의 각 식민지가 특허 식민지였다. 특허 식민지 정부는 특허장으로 임명된 정치적 법인이며, 권한을 받은 사람이 땅을 지배하고 입법권을 가졌다. 특허 식민지 기본적 헌법이 입법부, 행정부 및 사법부에 권한이 나뉘어 있었다.

## 영국 식민지 통합

### 식민지 전쟁:공동 방어
식민지 거주민들이 영국 신민이라는 정체성을 공유하는 것을 생각나게 한 사건은 유럽의 오스트리아 왕위 계승 전쟁(1740년 -1748년)이었다. 이 분쟁은 식민지에서는 조지 왕 전쟁이라고 불렸다. 큰 전투는 유럽에서 일어났더라도, 미국인이 관할하는 군대가 뉴욕 식민지와 뉴잉글랜드에서 프랑스군과 그 동맹 인디언과 싸웠다.
1754년 올버니 회의에서 벤자민 프랭클린은 각 식민지가 방어, 확장과 인디언 문제에서 총괄하는 공통의 정책을 감시하기 위해 대회의(Grand Council)에 의해 통합될 필요가 있다고 제안을 했다. 이 안은 각 식민지 의회와 조지 2세에 거부되었지만, 북아메리카에서 영국 식민지가 통일을 향해 움직이기 시작한 선구자가 되었다.

### 프렌치 인디언 전쟁

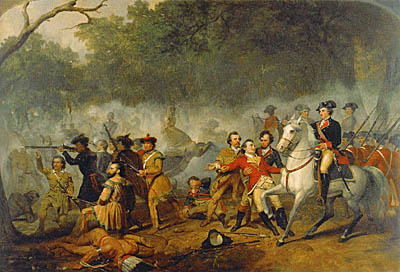
프렌치 인디언 전쟁의 조지 워싱턴

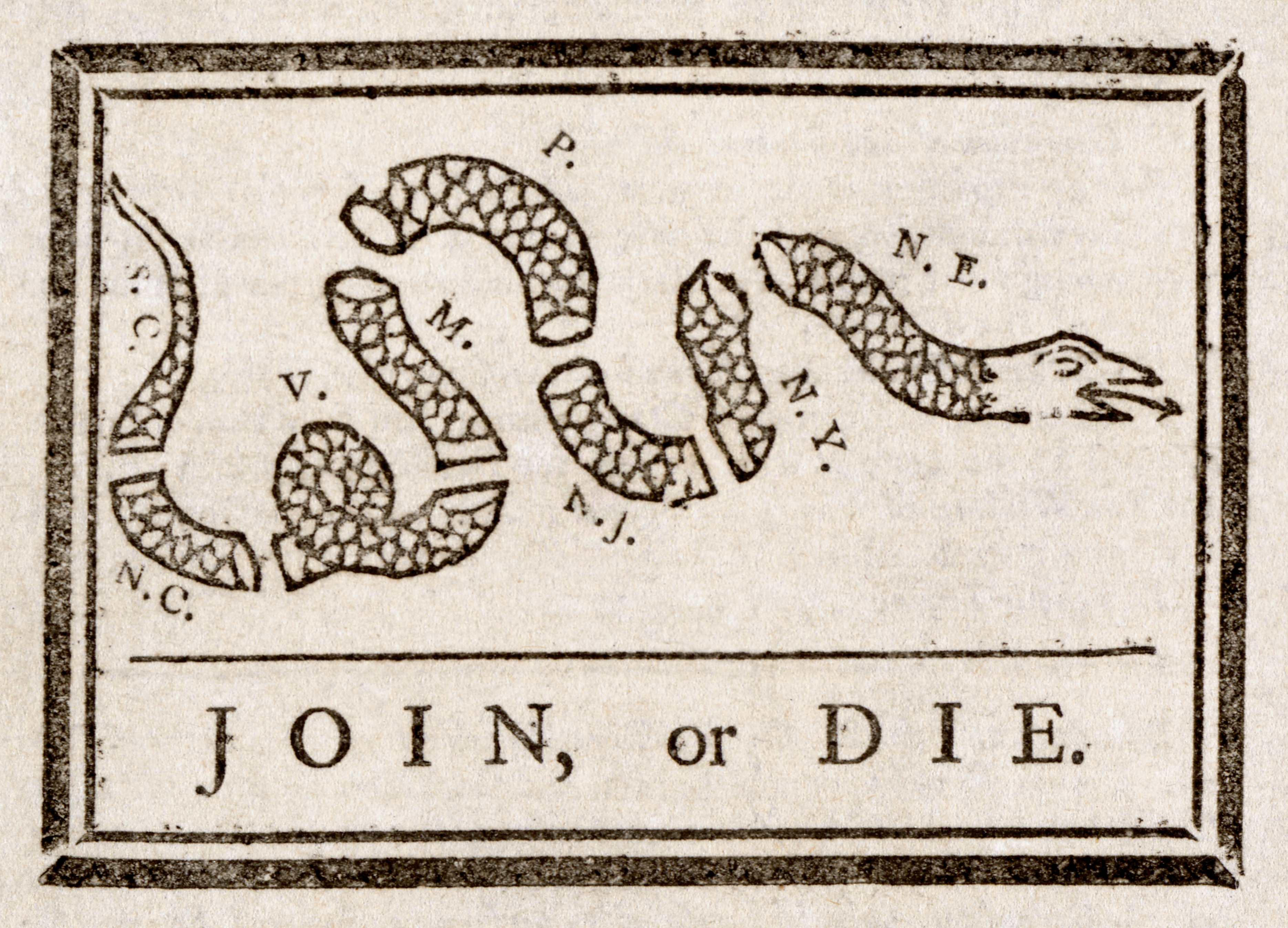
이 시기 식민지 통합을 역설하는 벤자민 프랭클린의 정치 만화, 독립 전쟁 때도 다시 사용되었다.

프렌치 인디언 전쟁(1754년 -1763년)은 7년 전쟁이라는 유럽 전체의 분쟁이 미국으로 확대된 것이었다. 북아메리카의 이전 식민지 전쟁은 유럽에서 시작되어, 그것이 식민지로 확대된 것이었지만, 프렌치 인디언 전쟁의 경우 북미에서 시작하여 유럽으로 확전된 것이 특징적이었다. 영국과 프랑스 사이의 갈등은 특히 오대호와 오하이오 강 계곡에서 깊어졌고, 그것이 전쟁의 주요 원인 중 하나가 되었다.
프렌치 인디언 전쟁은 영국 총리 윌리엄 피트가 어떤 희생을 치르더라도 프랑스 이겨야한다고 결심했을 때, 북아메리카 영국 식민지 사람들에게 중요한 것이 되었다. 이 전쟁은 북아메리카가 최초로 ‘세계 전쟁’의 주요 전장이 된 사건이었다. 이 전쟁 중에 영국 식민지(이후 미국의 기초가 된 13개 식민지 포함)에서 대영제국의 포지셔닝이 실제로 두드러지게 나타났으며, 영국 군대과 민간인 지도자의 존재가 미국인의 생활 속에 크게 자리잡았다. 이 전쟁은 또 다른 측면에서 미국 독립의 원인을 낳게 한 전쟁이기도 했다. 병사들은 일반적으로 자국에서 밖에는 나오지 않았지만, 대륙을 이동해서 다르긴 하지만, ‘미국인’이라는 배경으로 함께 싸웠다. 전쟁이 진행되면서 영국군 장교는 미국인을 훈련시켰다. 이들 중 가장 유명한 인물은 조지 워싱턴이었다. 이들은 미국 독립 전쟁 때 맹활약을 하게 된다. 또한 각 식민지 의회와 관리는 대륙 전체에 걸친 군사 작전을 위해 처음 광범위한 공동 작전을 취할 필요가 생겨났다.
1763년 파리 조약으로 패전한 프랑스는 그 광대한 북아메리카를 영국에 할양할 수 밖에 없었다. 전쟁이 시작될 때 영국이 가지고 있던 것은 13개 식민지와 노바스코샤 대부분, 그리고 허드슨만 지역 대부분이었다. 전후는 미시시피강 동쪽에서 모든 프랑스령에 이르는 퀘벡, 오대호와 오하이오 강 유역의 모두를 포함한 영토를 획득했다. 또한 스페인령이었던 동부 플로리다와 서부 플로리다도 획득했다. 13개 식민지에서 외국의 위협을 제거함으로써 식민지 주민들이 스스로를 방어할 필요성이 거의 없어졌다.
영국과 식민지 사람들은 공통의 적에 대항하여 함께 싸워 승리했다. 모국에 대한 식민지인의 충성심은 전쟁 이전보다 강해졌다. 그러나 식민지의 일관성도 형성되기 시작했다. 영국의 윌리엄 피트 총리는 식민지 군대를 이용하여 식민지에서 전쟁을 수행하고, 자금은 영국 본국에서 충당하였다. 이러한 전시 전략은 결과적으로 성공을 거두었지만, 종전 후 양측은 서로보다 더 많은 부담을 지고 있다고 생각했다. 영국 특권 계급은 유럽 어느 곳보다 무거운 세금을 부담하고 있으며, 식민지 사람들이 영국 국고에 거의 돈을 내지 않은 것에 분노하며 지적했다. 식민지 사람은 그들의 아들들이 싸우다 죽은 것은 자신들의 이익보다 유럽 이익에 더 많은 기여했다고 응답했다. 이 논쟁은 이후에 미국 독립을 가져 오게 된 일련의 사건으로 이어졌다.

### 대영제국과의 관계
각 식민지들은 서로 매우 달랐지만, 말 그대로 대영 제국의 일부였다. 사회적으로는 보스턴, 뉴욕시, 찰스턴과 필라델피아의 식민지 특권 계급은 자신들을 영국인이라고 생각하고 있었다. 많은 사람들은 영국에 간 적도 없었지만, 의복, 댄스 및 에티켓 등 영국 작풍을 모방했다. 이 사회 상류층은 조지아 풍 저택을 지어 토마스 치펜데일 풍의 가구 디자인을 모방했고, 계몽 시대는 유럽 지성의 흐름에 영합했다. 주민의 많은 생활양식에 있어서 식민지 미국의 항구 도시는 영국의 도시 그 자체였다.
식민지의 정치기구의 대부분은 영국 야당 지도자, 특히 유명한 것으로 커먼웰스 맨과 휘그당의 전통인 사람들이 표명한 공화제를 채용했다. 당시 미국인의 대부분은 식민지 통치 제도를 영국 헌법을 모델로 하고 있다고 생각했으며, 국왕은 주지사에 해당하며, 영국 서민원은 식민지 의회 귀족원의 지사 자문위원회에 해당한다고 생각하고 있었다. 식민지의 법전은 영국 법에서 직접 가져온 것들이 많았다. 실제로 지금도 영국의 관습법은 캐나다뿐만 아니라 미국 전역에서 살아남아 있다. 결국 이러한 정치적 이상이 의미하는 것, 특히 대의제와 공화주의에 대한 논쟁이 미국 독립을 향해 나가게 되었다.
식민지 사람들이 영국과 다르다보다는 유사하다고 생각했고, 다른 점은 급증하는 영국 상품의 수입에 대한 것이었다. 영국 경제는 17세기 말에 급격한 성장을 시작하여, 18세기 중반까지 영국의 작은 공장이 국내에서 소비하는 이상을 생산하게 되었다. 영국은 그 시장을 북미에 요구했기 때문에 수출액은 1740년에서 1770년 사이에 360% 증가를 보였다. 영국 상인은 단골 손님에게 관대한 신용 지불을 제공했기 때문에, 미국인은 많은 영국 제품을 구입하게 되었다. 노바스코샤에서 조지아까지 모든 영국 신민이 유사한 제품을 구입하며, 모종의 영국화된 공통점을 갖게 되었다.

## 독립 혁명
1763년 파리 조약 체결 직후 품었던 불평등에 대한 대중의 생각은 애팔래치아산맥을 넘어 서부로 개척자가 들어가는 것을 일시적으로 금지한 1763년 선언에서 분명해졌다. 식민지 사람들은 이것에 불만을 품었으며, 금지는 지켜지지 않았다.
영국 의회는 대체로 유럽 사정에 사로 잡혀 있으며, 식민지 지배는 식민지에 맡기게 되었다. 그러나 정책 변경으로 탄생된 일련의 법제가 뉴잉글랜드 식민지에 직접적인 영향을 미쳤고, 이후 13년간 13개 식민지에 차례로 반대 운동을 일으켰다.
- 통화 법 (1764년)
- 설탕법 (1764년)
- 인지세법 (1765년)
- 제1차 숙소 법 (1765년)
- 선언 법 (1766년)
- 타운젠드 법 (1767년)
- 차법 (1773년)
- 참을 수 없는 법 고압적인 제법 또는 징벌적 제법이라고도 했다.
- 제2차 숙소법 (1774년)
- 퀘벡 법 (1774년)
- 매사추세츠 통치 법 (1774년)
- 관할권 법 (1774년)
- 보스턴 항구법 (1774년)
- 통상금지법 (1775년)

## 식민지 생활

### 뉴잉글랜드
뉴잉글랜드에서는 청교도가 농부 즉 요먼과 그 가족의 종파에 의한 자치 사회를 만들어 냈다. 높은 수준의 정치가 남성 개척자 즉 토지 소유자에게 토지 구획을 나누어 토지 소유자들이 자신들 사이에서 할당을 결정했다. 큰 토지 구획은 사회적으로 높은 지위에 있는 사람에게 주어지는 것이 일반적이었지만, 모든 백인 남성은 가족을 부양하기에 충분한 토지를 가졌다. 더 중요한 것은 모든 백인 남성이 마을 모임에서 발언권이 있었다는 것이었다. 도시의 집회에서 세금을 부과하고 도로 건설을 결정하고, 도시의 여러 일들을 해줄 장교를 선출했다.
청교도가 설립한 회중 교회는 신이 구제할만한 몇 안되는 사람만 골라낸다는 믿음이 있었기 때문에, 뉴잉글랜드의 모든 주민이 자동으로 참여한 것은 아니었다. 실제로 교회원이 되려면 교회원 앞에서 구제 받아 온 것을 납득이 가도록 ‘시험’받을 수 있는 사람에게 국한됐다. 그들은 ‘선택받은 자’ 또는 ‘성자’라고 불리며, 뉴잉글랜드 인구의 40%에 못 미쳤다.

#### 여성의 역할
잉글랜드인 여성은 결혼하면, 옛 성과 개인으로서의 정체성을 잃어버리고, 과부가 된다고 해도 자기 자산에 대한 권리를 주장할 수도 없었고, 정치에 참여할 수 없었다. 아내의 역할은 건강한 아이를 낳고 양육하며 그 남편을 지원하는 것이었다. 대부분의 여자는 이 의무를 수행했다. 18세기 중반에 여성은 보통 20대 초반에 결혼하여, 6명에서 8명의 아이들을 낳고 아이들은 성인으로 성장했다. 농가의 여성은 양털에서 모사를 뽑아, 스웨터와 스타킹을 뜨개질하고, 초와 비누를 만들고, 우유를 저어 버터를 만드는 것으로 가정에서 필요한 물자의 대부분을 공급했다.

#### 농장 생활

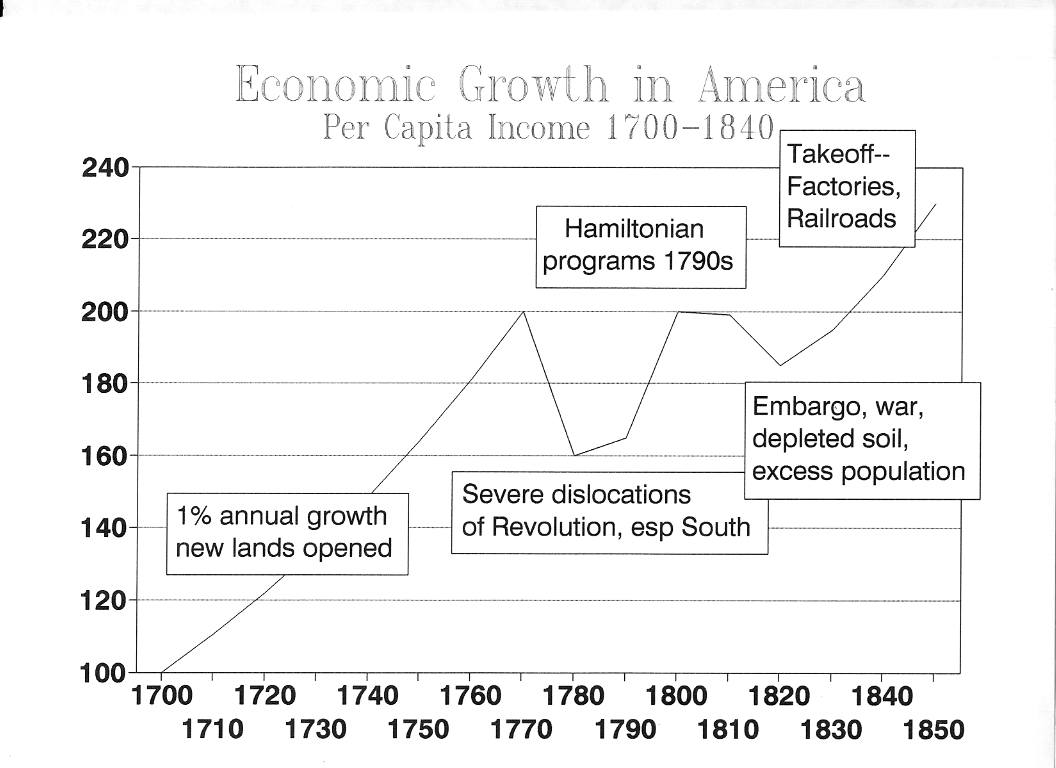
장기적 경제 성장

뉴잉글랜드 대부분의 부모는 그 아들들이 자신들의 농장을 만드는 것을 원조하려고 했다. 아들들이 결혼하면 아버지는 땅, 가축 또는 농기구를 선물했다. 딸들은 가구, 농장 동물 또는 현금을 받았다. 중매 결혼은 매우 희소했다. 일반적으로 아이들이 종교와 사회적 지위와 같은 유사한 환경의 적당한 아는 지인들 중에서 배우자를 선택했다. 부모는 아이들의 결혼에 대해 거부권을 가지고 있었다.
뉴잉글랜드 농가는 일반적으로 목재가 풍부했기 때문에 통나무 집에 살았다. 뉴잉글랜드의 전형적인 농가는 가운데 2개의 주춧돌(일반적으로 큰 각목으로 만들어진)을 세우고, 나무로 바닥을 한 뒤에, 판자로 덮었다. 요리와 겨울철 난방을 위해 가정의 중심에는 큰 굴뚝이 세워졌다. 1층의 한 귀퉁이에는 홀이 있어, 가족이 일하고 식사를 하는 다목적 공간으로 사용되었다. 홀 옆에 거실이 있어 손님을 대접하는 용도로 사용되었으며, 집 안에 가장 가구와 어른 침대가 있었다. 아이들은 위의 다락방에서 잠을 자고, 부엌은 홀 부분에 있거나, 집 뒤에 창고 부분에 있었다. 식민지 시대는 대가족이었기 때문에 이러한 작은 주택에서 많은 것이 행해졌고, 대부분의 사생활은 없었다.
18세기 중반 경 이러한 생활양식은 위기를 맞았다. 지역 인구는 1700년 10만 명에서, 1725년 20만 명, 1750년 35만 명으로 세대마다 거의 두 배가 늘어났지만, 이것은 각 가족이 많은 아이를 낳았고, 많은 사람들이 60세까지 살아 있었기 때문이었다. 매사추세츠, 코네티컷과 로드아일랜드 식민지 사람은 농부들 사이의 토지를 계속 쪼개었기 때문에 농장은 너무 작아졌으며, 한 가족을 부양할 수 없는 지경에 이르렀다. 이 과잉 인구로 인해 뉴잉글랜드의 독립 소농의 이상적인 사회가 위협받을 수 있게 되었다.
농부들 사이에서는 매사추세츠와 코네티컷의 미개척지에서 농장을 만들기 위해 토지 특허를 얻거나, 뉴햄프셔, 이후 버몬트가 된 곳에서 땅 투기업자로부터 토지 구획을 구입하는 사람이 있었다. 또 다른 농부들은 농업 혁신자가 되기도 했다. 그들은 잉글랜드의 레드 클로버와 티모시 그래스와 같은 가축의 먹이가 되는 영양분이 풍부한 식물을 심어서 생산성을 높였고, 높은 생산성을 가져와서 작은 농장에 도움을 주는 감자를 키웠다. 농가의 가족은 서로 물품을 교환하거나 노동을 도와 생산성을 올렸다. 그들은 가축과 목초지를 빌려서 협력하여 모사를 뽑아, 이불을 만들며, 옥수수의 껍질을 벗겼다. 이민, 농업 혁신과 경제적 협력은 19세기 뉴잉글랜드 소작농 사회를 구원하는 창조적 수단이 되었다.

#### 도시 생활

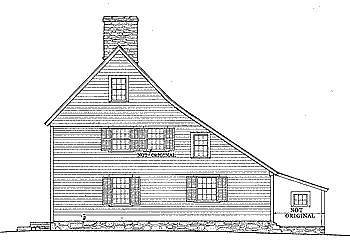
1650년 이후 뉴잉글랜드에서 유래된 솔트박스 형 집

18세기 중반 뉴잉글랜드에서는 조선이 주요 산업이 되었다. 영국 왕실은 저렴하고 강력한 미국산 선박으로 눈을 돌리는 경우가 많았다. 뉴잉글랜드에 있는 강 하구에는 거의 모든 조선소가 있었다.
1750년경 다양한 장인, 상인과 상인으로 성장하는 농민을 위해 서비스를 제공했다. 대장장이, 바퀴 수리공과 가구 직공이 시골 마을에 가게를 짓고, 그곳에서 농가에 필요로 하는 상품을 만들거나 수리하기도 했다. 의류, 철제 도구, 유리창 등 잉글랜드의 제품이나 설탕이나 당밀 등 서인도 제도의 상품을 파는 상점도 문을 열었다. 이 점포의 상인은 농작물이나 지붕 널, 탄산칼륨, 통 판 등 현지 제품에 대한 대가로 수입한 상품을 판매했다. 이 지역에서 생산된 상품은 대서양 연안의 마을과 도시로 선적되었다. 기업가는 이 상품들의 수송을 위해 마차로를 따라 마굿간과 술집을 만들었다.
이 제품은 매사추세츠의 보스턴과 세일럼, 코네티컷의 뉴헤이븐과 로드아일랜드의 뉴포트와 같은 항구로 옮겨진 후 상인은 이것들을 서인도 제도에 수출하여, 당밀, 설탕, 금화와 어음(신용장)으로 거래했다. 그들은 서인도 제도의 상품을 뉴잉글랜드의 공장으로 옮겼고, 그곳에서 사탕수수를 설탕으로 정제하고, 당밀은 럼주 양조로 이용되었다. 어음은 잉글랜드에 보내져 상품과 교환되었으며, 그 상품이 식민지로 옮겨져 설탕과 럼주와 함께 농가에 팔렸다.
뉴잉글랜드 상인은 대서양 연안의 풍부한 어장을 이용하여 대규모 어업 선단을 꾸렸고, 잡은 고등어와 대구를 서인도 제도와 유럽에 옮겨 이익을 내는 사람도 있었다. 또한 몇몇 상인은 해안과 뉴잉글랜드 북부의 하천에서 대량의 목재를 거래했다. 그들은 제재소를 건설하고, 주택이나 선박용 저렴한 목재를 공급했다. 뉴잉글랜드 수백 개의 조선 산업은 원양 항해 선박을 건조하며 영국과 미국 상인에게 판매했다.
많은 상인은 상품을 농민들에게 공급함으로써 큰 부를 일굴 수 있었고, 항구 도시 사회를 지배하게 되었다. 소농과는 달리, 이 상인은 영국 상류 계급의 생활양식을 모방하여 새로운 조지아 풍으로 디자인된 3층 주택에 거주했다. 이러한 조지아 식 주택은 대칭적인 외관에 가운데 문 양쪽으로 같은 수의 창문이 있었다. 내부에는 가정의 중심을 지나는 복도가 있고, 그 양쪽에 도서관, 식당, 깔끔한 거실과 집주인의 침실로 이용되는 방이 있었다. 소농의 집에 있는 다목적 홀과 거실과 달리 이 객실은 각기 다른 목적으로 이용되었다. 조지아 풍의 주택에서는 남성이 주로 도서관 같은 특정 객실을 이용하였고, 여성은 대다수가 부엌을 이용했다. 이 주택은 위층에 침실이 있고, 부모에게도, 아이들에게도 사생활이 보장되었다.

#### 문화와 교육
뉴잉글랜드에서는 초등 교육이 보급되었다. 초기 청교도 개척자는 성경 공부에 필요하다고 생각했기 때문에, 아이들은 초기에 읽는 것을 배웠다. 도시에서는 초등 교육의 교육비를 요구했다. 약 10%의 아이들은 중등 교육까지 진행되었고, 대 도시에서는 그래머 스쿨도 준비되었다.

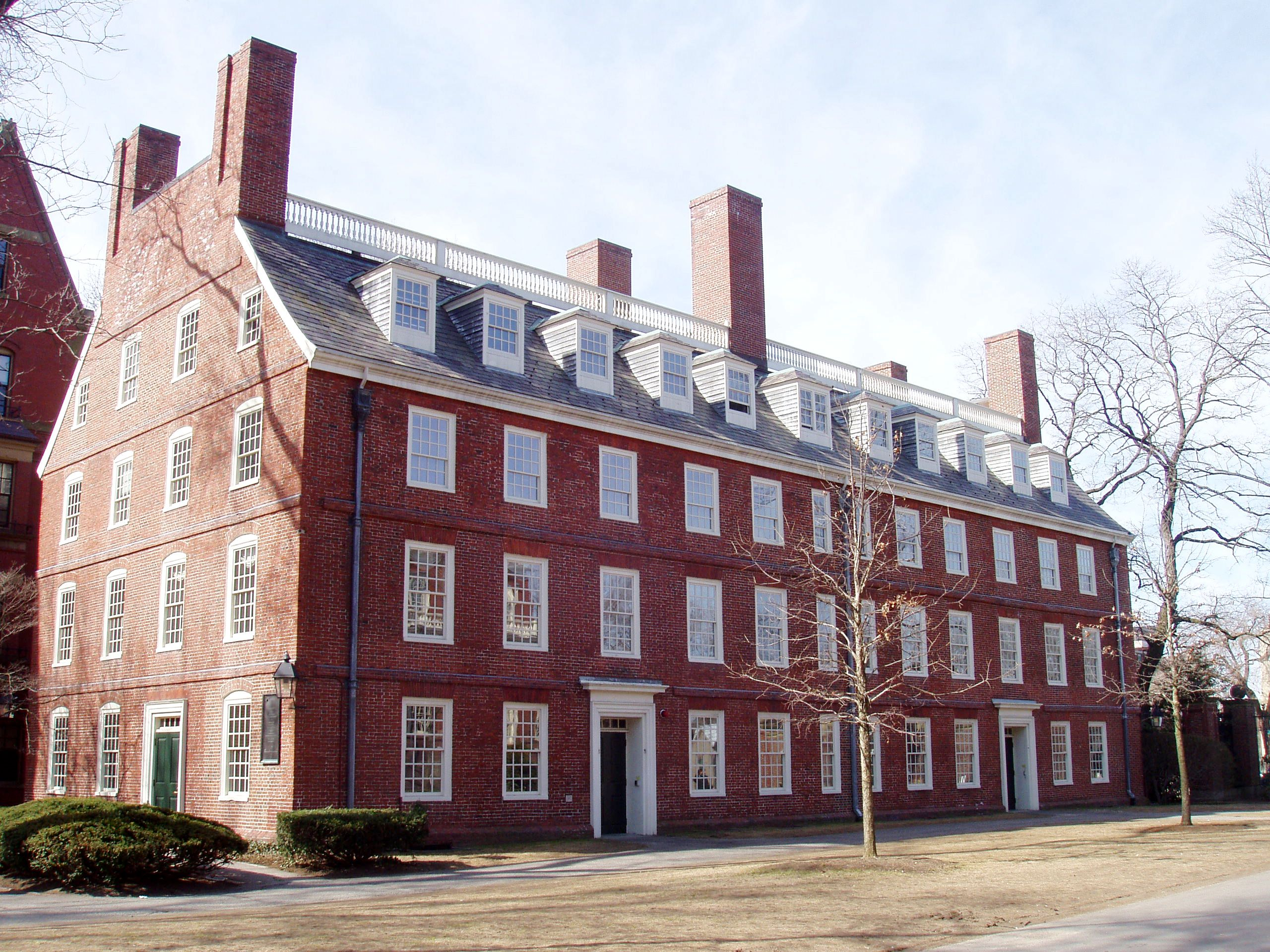
1718–1720에 기숙사로 건립된 하버드 대학교에 남아 있는 가장 오래된 건물인 매사추세츠 홀

소년의 대부분은 아버지로부터 농업 기술을 배우거나, 장인으로 도제로 일을 했다. 정식 학교에 입학하는 소녀는 적었지만 대부분은 가정에서 기본적인 읽고 쓰기를 하며, 자신들의 집에서 배운 이른바 ‘덤 스쿨’(아줌마 학교)에서 어느 정도의 교육을 받을 수 있었다. 1750년 경 뉴잉글랜드 여성의 90%와 남성은 거의 모두가 읽고 쓸 수 있었다. 청교도는 1636년에 하버드 대학, 1701년에 예일 대학을 설립했다. 그리고 침례교가 1764년에 로드아일랜드 대학(현재 브라운 대학), 회중 교회가 1769년 다트머스 대학을 설립했다. 버지니아는 1693년 윌리엄 앤 메리 대학을 설립했다. 이 대학은 주로 목사, 변호사 또는 의사를 목표로 하는 사람들에게 어필하고 있었다. 독립 신학교 또는 로스쿨이라는 것은 존재하지 않았다. 이 당시의 대학은 과나 전공은 존재하지 않았고, 모든 학생들이 동일한 커리큘럼을 공유했으며, 그 과정은 라틴어, 그리스어, 수학, 역사, 철학, 논리, 윤리학, 수사학, 웅변 그리고 약간의 과학이었다. 문학 협회를 제외하고는 스포츠나 기타 사교 클럽은 존재하지 않았다. 또한 별도의 세미나, 로스쿨 또는 신학교도 역시 존재하지 않았다. 최초의 의학교는 식민지 시대 후반기 필라델피아나 뉴욕에 설립되었다.

#### 종교
식민지 미국에 이민을 온 사람들 가운데는 신앙의 자유를 찾아서 온 사람도 많았다. 런던은 식민지에 영국 국교회의 조직을 만들지 않았다. 성직자도 파견하지 않았기 때문에, 종교는 다양해졌다.
제1차 대각성은 1730년대와 1740년대에 대부분의 식민지에서 일어난 종교 부흥 운동이었다. 이 운동은 순례자의 엄격한 칼뱅주의의 뿌리로 복귀하고, ‘하느님의 두려움’의 각성을 촉구했던 매사추세츠의 설교자 조나단 에드워즈에 의해 시작되었다. 영국 설교자 조지 위트필드 등 순회 설교를 하는 설교자가 운동을 계속하면서, 식민지를 돌아다니며 극적인 감정을 뒤흔드는 스타일의 설교를 했다. 에드워즈의 추종자와 다른 유사한 종교성을 가진 목사들이 자신들을 ‘뉴라이트’(New Light)라고 불렀고, 그들의 운동을 금지한 ‘올드 라이트’와 대비시켰다. 그들의 견해를 보급시키기 위해 이 쌍방이 프린스턴 대학교와 윌리엄스 대학 등 학교 및 대학을 설립했다. 제1차 대각성은 진정한 미국인에 의한 최초의 사건이라고 언급되고 있다.
유사한 신앙 부흥 운동이 독일인과 네덜란드인의 개척자에서 태어나 다른 회파를 낳게 되었다. 1770년대까지 침례교는 북부에서 남부로 빠르게 성장했다. 북부에서는 브라운 대학이 설립되었고, 남부에서는 이전에 문제시 되지 않았던 영국 국교회의 도덕적 권위에 이의를 제기했다.

### 대서양 연안 중부
대서양 연안 중부는 뉴잉글랜드와는 달리 새로운 이민자들이 인구가 늘어나 1750년까지 뉴욕, 뉴저지와 펜실베이니아 각 식민지를 결합한 인구는 30만 명에 달했다. 그 해까지 아일랜드인 약 6만 명과 독일인 약 5만 명이 영국령 북아메리카에 왔으며, 많은 이들이 대서양 연안 중부에 정착했다. 1682년 펜실베이니아 식민지를 설립한 윌리엄 펜은 ‘신앙의 자유’와 ‘부동산 무상 보유권’이라는 정책으로 이민자의 유입을 장려했다. ‘부동산 무상 보유권’은 농부가 땅을 무상으로 소유하며, 임대가 아닌 것을 의미했다. 먼저 이민자들이 유입이 곳은 주로 아일랜드에서였다. 많은 독일인은 종교 분쟁을 피해 독일과 스위스의 감퇴하고 있던 경제 위기를 피해 이민을 선택했다.

#### 생활 양식
대서양 연안 중부 건축의 대부분은 그 민족의 다양성을 반영했다. 뉴욕 식민지 올바니와 뉴욕시에서는 건물의 대다수가 네덜란드 양식으로 벽돌의 외관과 양 끝에 높은 박공을 갖추고 있었으며, 많은 네덜란드 교회는 팔각형으로 건축되었다. 펜실베이니아의 독일인과 웨일스인 개척자는 모국에서의 양식에 따라 그 주택을 다듬은 돌을 사용하여 지었으며, 이 지역에 있는 많은 통나무의 존재는 완전히 무시했다. 예를 들어, 필라델피아 저먼 타운은 건물의 80%가 완전히 돌로 만들어졌다. 한편, 아일랜드 개척자는 미국에서 풍부하게 얻을 수 있는 나무를 살려 튼튼한 통나무 오두막을 지었다.
민족의 문화는 가구의 양식에도 영향을 미쳤다. 시골 지역의 퀘이커교도는 테이블, 의자, 책상 같은 가구에 간단한 디자인을 좋아하고 화려한 장식을 피했다. 그러나 도시의 퀘이커 교도는 정교한 세공 가구를 소유했다. 필라델피아는 퀘이커 교도와 영국인 상인의 큰 재산이 있었기 때문에 가구 제작의 중심지가 되었다. 필라델피아 가구 장인은 우아한 책상이나 장롱을 제작했다. 독일인 장인은 정교한 디자인을 하였고, 꽃과 새가 있는 풍경을 그렸다. 독일계의 도공들은 우아하고 전통적인 디자인의 물병, 냄비와 접시를 많이 제작했다.
여성의 대우에 대해서도 민족마다 차이가 있었다. 뉴잉글랜드의 청교도 개척자는 아내가 남편과 함께 밭에서 일하는 것은 거의 없었다. 펜실베이니아의 독일인 사회에서 많은 여성들이 밭이나 마구간에서 일했다. 독일인과 네덜란드 인 이주 여성은 그 자산을 관리하는 것을 인정했지만, 이것은 영국의 법률에서는 인정되지 않았다. 영국 식민지의 아내와 달리 독일인과 네덜란드인 아내는 자신의 의류 등 물품을 소유하고 결혼할 때 가져온 자산의 처분에 유서를 남길 수도 있었다.
미국 독립 전쟁 때까지, 백인 미국인의 약 85%는 잉글랜드인, 아일랜드인, 웨일스 인과 스코틀랜드 인의 후손이었다. 백인의 약 8.8%는 독일인, 3.5%는 네덜란드에서 왔다.

#### 농업
인종의 다양성은 농업 방식에도 차이를 낳았다. 그 예로 독일 농부는 일반적으로 쟁기를 사용하기 위해 말보다 소를 선호하였으며, 스코틀랜드계 아일랜드 인은 돼지와 옥수수를 기본으로 하는 농업 경제를 꾸렸다. 아일랜드는 농부가 열심히 일해 작은 땅에서 가능한 생산성을 높이려 했다. 아일랜드 북부에서 미국 식민지로 온 개척자들은 혼합 농업을 목표로 했다. 이런 식으로 사람이 먹는 돼지 등 가축의 사료로 쓰기 위해 옥수수를 키웠다. 모든 다른 지역 출신의 농부가 개선을 통해 그 결과를 거두기 위해 새로운 농업 기술을 사용하기 시작했다. 1750년대 이러한 농업 개혁들은 건초, 밀과 보리 수확에 이용한 사이드와 낫을, 곡식들을 모으기 쉬운 나무 손잡이가 크레이들 낫으로 대체했다. 이 도구로 농부가 하루에 작업할 수 있는 분량이 세 배로 늘어났다. 농부는 거름이나 농업용 석회를 사용하여 땅을 기름지게하고 토양을 비옥하게 유지하기 위하여 윤작도 시작했다.
1720년 이전 대서양 연안 중부의 식민지 사람들 대다수는 소규모 농장에서 일했으며, 서인도 제도에 옥수수와 밀가루를 수출하여 수입된 상품을 구입했다. 뉴욕에서 생가죽을 유럽에 수출함으로써 지역에 부를 가져왔다. 1720년 이후 대서양 연안 중부의 농업은 밀에 대한 국제적 수요를 촉진시켰다. 유럽의 인구가 폭발적으로 증가하여 밀 가격 상승시켰다. 1770년 경, 밀 1 포대(1.7말)의 가격은 1720년의 2배가 되었다. 아일랜드 리넨(아마) 산업으로 아마가 크게 요구되었으며, 서인도 제도에서 옥수수 수요가 많았기 때문에, 아마나 옥수수 생산량도 증가했다.
이민자들 중 일부는 농장을 구입하여 수출할 재산을 공유했던 사람도 있었지만, 많은 가난한 독일인과 영국인 이민자는 농업 노동자로 일할 수 밖에 없었다. 상인과 장인도 의류 등의 제품을 국내에서 제작하기 위해 이러한 집이 없는 근로자를 고용했다. 상인은 농부에게 양모와 아마를 사서, 그 집에서 재료를 양털실을 뽑아 의류를 만들었으며, 아일랜드와 독일계 이민자를 고용하여 섬유 공장 노동자로 활용했다. 대규모 농장주와 상인은 재산이 늘어났지만, 소농과 장인은 근근히 살아갈 수 있는 돈벌이 밖에 얻을 수 없었다. 중부 대서양에서 1750년까지 민족 출신과 부, 모두에서 분화가 진행되었다.

#### 항구
밀 무역으로 확대한 항구에서는 대서양 연안 중부의 어느 곳보다 활발하게 사회 계급의 분화가 진행되었다. 1750년 경 필라델피아의 인구는 25,000명에 달했으며, 뉴욕에는 15,000명, 볼티모어에는 7,000명이 있었다. 상인이 항구의 사회를 지배했고, 약 40명의 상인이 필라델피아 무역의 절반을 차지했다. 부유한 필라델피아와 뉴욕의 상인은 뉴잉글랜드의 상인을 닮은 우아한 조지 왕조 시대의 저택을 건설했다.
상인, 장인, 조선업자, 정육점, 통장, 재봉사, 신발 가게, 빵집, 목수, 석공 등 많은 전문화된 직종이 항구 사회의 중간 계층을 차지했다. 아내와 남편은 팀으로 일하고 아이들에게 그 기술을 가르쳐 가족에게 상속을 해주었다. 이러한 장인과 상인의 대부분은 적당히 생활을 할 만큼의 자산을 만들었다.
노동자가 항구 사회의 밑바닥에 있었다. 이 가난한 이들은 도착하는 배에서 화물을 내리고, 출항하는 배에 밀, 옥수수와 아마 씨를 얻기 위해 선창에서 일했다. 그 대부분은 흑인이며, 그 중에서도 자유를 얻은 사람이나 노예가 된 사람도 있었다. 1750년 뉴욕과 필라델피아의 인구 중 약 10%가 흑인이었다. 선원은 많았고 그 중에는 흑인도 있었지만, 상선 선원으로 일했다.

### 남부 식민지
남부 식민지는 주로, 메릴랜드, 버지니아와 사우스캐롤라이나 각 식민지의 부유한 노예 소유 농장주에 의해 주도되고 있었다. 농장주는 광대한 토지를 가지고 있었고, 아프리카 노예의 노동력으로 일을 했다. 1750년에 남부의 인구 65만명 중 약 25만명 즉 40%는 노예였다. 농장주는 그 재산으로 토지의 소작농과 소농을 지배했다. 선거가 있을 때 이러한 농부들에게 럼주를 주고, 낮은 세금을 약속하면서 식민지 의회를 지배했다.

#### 플랜테이션
식민지 초기 괴로운 굶주림이 있던 시대 이후 1720년대부터 농장주의 다음 세대는 조지 왕조 시대의 대저택을 건설하기 시작하였으며, 말을 타고 사슴을 사냥했다. 남부 식민지의 부유한 여성은 영국 문화도 공유했다. 그녀들은 영국 잡지를 읽고, 영국에서 유행하는 디자인의 옷을 입고, 우아한 오후의 홍차를 즐겼다. 번화한 항구인 사우스캐롤라이나 찰스턴의 타운 한스에 사는 미국 농장주가 가장 성공적인 사례였다. 메릴랜드의 애너폴리스와 같은 도시와 버지니아의 제임스 강을 따라 담배 플랜테이션에서 활동적인 사교 시즌이 있었다.

#### 노예
연도별 미국 식민지로 수입된 노예는 다음과 같았다.
- 1620-1700.....21,000
- 1701-1760....189,000
- 1761-1770.....63,000
- 1771-1790.....56,000
- 1791-1800.....79,000
- 1801-1810....124,000[19]
- 1810-1865.....51,000
- 합계 ..........597,000

약 60만명의 노예들이 미국 식민지로 유입되었으며, 12,000만 명의 노예 중 5%가 아프리카로부터 데려온 것이다. 대다수는 카리브해의 사탕수수 농장이나 브라질로 갔으며, 그곳에서 수명은 짧았고, 그 수만큼 계속 충원되었다. 미국에서의 수명은 더 나은 영양공급과 더 적은 질병, 덜 가중되는 업무량, 그리고 더 나은 보건으로 그곳 보다는 훨씬 길었다. 그래서 빠르게 사망자수보다 출생자수가 늘어나 1860년 인구조사에서는 4백만명에 달하게 되었다. 1770년에서 1860년까지 북미 노예들의 자연 성장률은 유럽의 국가들의 인구보다 훨씬 더 많았으며, 잉글랜드의 다른 식민지보다는 2배나 많았다.
남부에서 인디고나 담배, 벼농사를 짓기 위해 노예로 데려온 흑인(아프리카 노예로 알려진)은 주로 서아프리카나 중앙아프리카에서 온 이들이었다. 미국 식민지 노예들은 매우 억압을 받았으며, 세대를 이어가면서 노예들은 법적인 권리가 없어졌다. 설탕이나 커피와 같은 상품 생산에 특화된 식민지 주민들은 대체로 노예의 노동력에 의존했으며, 결과적으로 신세계에서 가장 높은 1인당 생산량을 얻었다. 그러나 노예는 몹시 적은 급여를 얻어간 그들을 산 사람에게 무임으로 노동력을 제공할 수밖에 없었고, 생명을 유지할 만큼의 것들만 받을 수 있었다. 1500년에서 1700년 사이에, 신세계에 걸쳐 600만 명 중 60%는 강제로 끌려온 노예이었다. 1700년 체사피크 만 지역에는 약 9,600명의 노예가 있었고, 그들 중 수백 명은 캐롤라이나에 제공되었다. 그 후 50년 동안 약 17만 명의 아프리카인 노예가 강제로 끌려왔다. 1750년 경 영국령 미국에는 25만 명 이상의 노예가 있었고, 캐롤라이나의 경우 전체 인구의 약 60%가 노예였다. 식민지 시대가 끝난 후 첫 인구 조사에서 697,681명의 노예와 59,527명의 자유 흑인이 있으며, 이들을 합산한 국내 인구의 약 20%에 해당했다. 사우스캐롤라이나의 노예의 대부분은 아프리카 혈통이며 버지니아와 메릴랜드의 노예의 절반은 식민지에서 태어났다.

## 같이 보기
- 영국령 북아메리카
- 유럽의 아메리카 식민지화
- 아메리카 원주민
- 13개 식민지